# 师景云
师景云（1883年—1940年）字兰峰（又作岚峰），直隶省徐水县人。中华民国军事将领。

## 生平
师景云先后毕业于保定北洋参谋学堂、陆军大学第一期。1913年后，师景云历任江苏都督府参谋长、江苏督军公署参谋长、总统府军事处处长、陆军大学校长。1926年，任山东督军公署（张宗昌任督军）总参议。后来，担任直鲁联军（张宗昌任总司令）高等顾问。此后，师景云加入国民革命军，1935年任军事参议院参议，1936年授陆军中将。
1940年，师景云病逝于北京寓所。